# Psecacera tibialis
Psecacera tibialis är en tvåvingeart som beskrevs av Aldrich 1934. Psecacera tibialis ingår i släktet Psecacera och familjen parasitflugor. Inga underarter finns listade i Catalogue of Life.